# Dominique Sutton

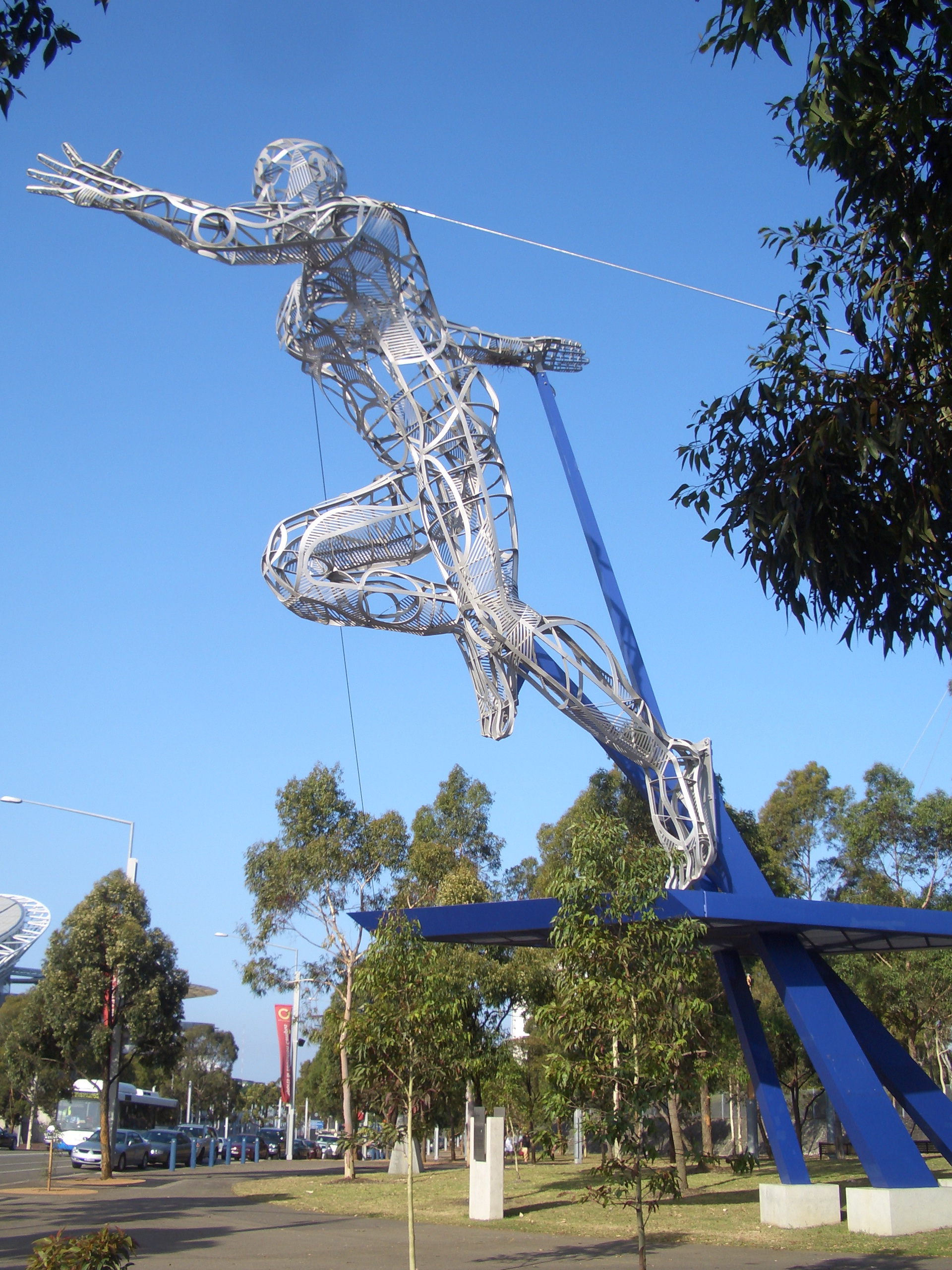
Der Sprinter (1998) im Olympic Park Sydney

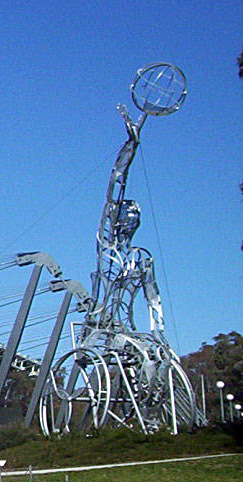
The Paralympic Basketballer vor dem Australian Institute of Sport (AIS) in Canberra

Dominique Sutton (* 1970 in Sydney) ist eine australische Bildhauerin, die vor allem Figuren aus Stahl formt.

## Leben und Werk
Sutton war zur Schulausbildung in Großbritannien, anschließend absolvierte sie von 1989 bis 1990 eine Kunstausbildung am West Surrey College of Fine Arts und erhielt einen diplomierten Abschluss, von 1991 bis 1993 studierte sie an der John Moore’s University in Liverpool und schloss mit dem Bachelor of Arts ab. Anschließend reiste sie weltweit und war San Francisco Art Institute in San Francisco acht Monate lang Mitglied. In London erhielt sie mehrere Aufträge und hatte ihre erste Einzelausstellung mit Zeichnungen und Malereien im Jahr 1994 in der Wonersh Gallery in Surrey und in Australien fand ihre dortige erste Einzelausstellung im September 2000 in der PCL Exhibitionists Gallery in der Innenstadt von Sydney statt.
1996 kehrte Sutton nach Australien zurück und erhielt eine Anstellung als Bildhauerin in einer Bronzegießerei. Sie erhielt 1998 den Auftrag drei Skulpturen aus Stahldraht vor Fernsehturm Sydney Tower in Sydney anlässlich der Olympischen Sommerspiele 2000 aufzustellen, darunter der 15 Meter hohe und über 4,5 Tonnen wiegende Sprinter. Zwei Skulpturen, etwa 12 Meter hoch, wurden als Symbol für die Teilnehmer der Paralympischen Spiele aufgestellt: der Gymnastiktreibende und The Paralympic Basketballer. Die Skulpturen wurden durch einen Helikopter auf einem 250 Meter hoch gelegenen Plateau in Sydney aufgestellt und statisch besonders auf Winddruck geprüft und entsprechend verschweißt und verankert. Die drei oben genannten Skulpturen wurden nach den Spielen an anderen Orten aufgestellt.
Dominique Sutton bezeichnet ihre Arbeiten als von Formen, Licht und Bewegungen inspiriert. Durchsichtigkeit ist ihr sehr wichtig, denn die Materialien wie Stahl, Glas und Bronze können undurchsichtig sein und sind unbeweglich. Ihre Inspiration erhält sie durch bewegte Menschen und deren Energien, die sie in Posen festhält.

## Werke (Auswahl)
- The Lovers (1995), Guildford (Großbritannien)
- Carved dancer (1995), London
- The Sprinter (1998/99), aufgestellt 2002 im Olympic Park Sydney
- The Paralympic Basketballer (1998/99), aufgestellt vor dem  Australian Institute of Sport (AIS) in Canberra
- The Gymnast (1998/99), aufgestellt vor dem AIS, Canberra
- Wall sculpture (1999), Sydney
- A Walk in Time (2003), George Street in Sydney
- Out to sea (2004), Skulptur am Ozean in Sydney
- The Australian Railway Memorial (2005), Eisenbahnmuseum in Werriz Creek in New South Wales[4]

## Fotogalerie

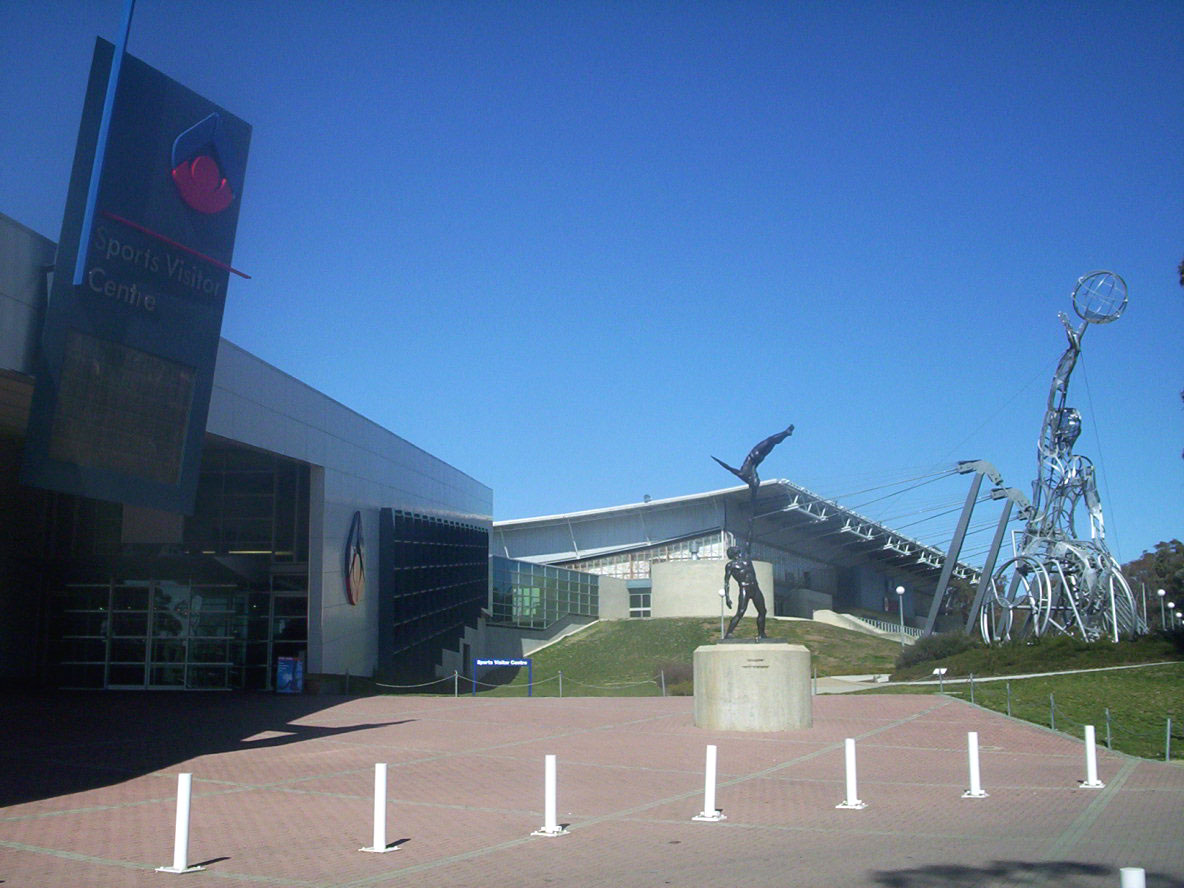
The Paralympic Basketballer (1998)
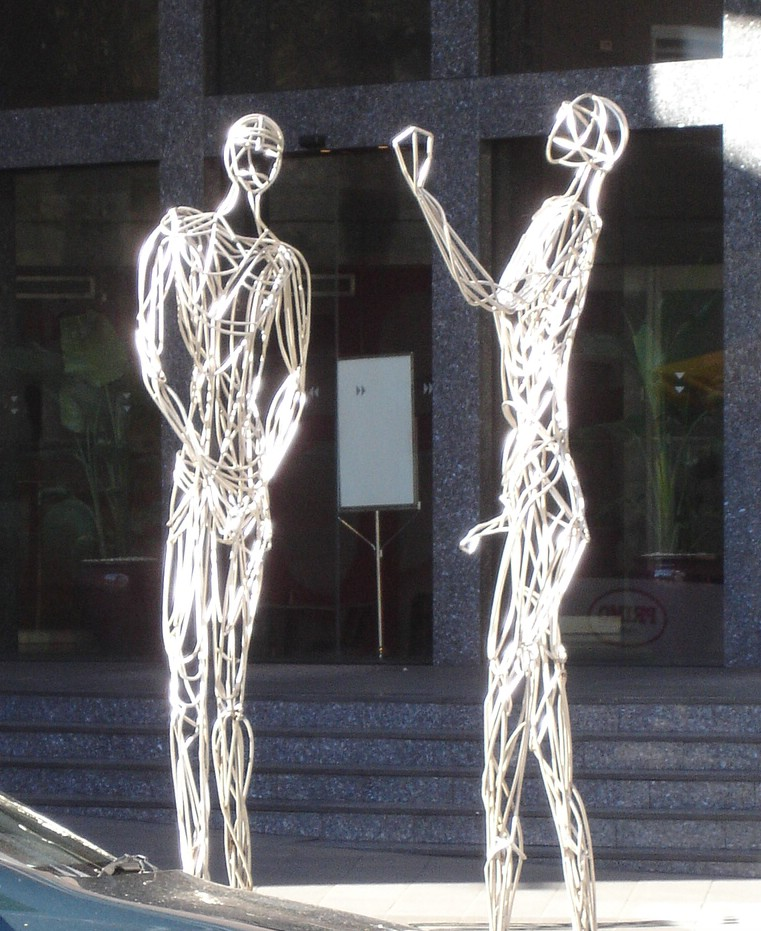
A Walk in Time (2003)